# Erucaria
Erucaria es un género de fanerógamas perteneciente a la familia Brassicaceae. Comprende 29 especies descritas y de estas, solo 10 aceptadas.

## Descripción
Son plantas herbáceas, anuales o bienales, glabras o con pelos simples. Hojas anormalmente muy divididas, pinnatipartidas o pinnatisectas. Flores en racimos ebracteados, corimbiformes en la antesis, alargados en la fructificación. Sépalos erectos. Pétalos lilas, con larga uña. Nectarios medianos cónicos, los laterales prisrismáticos, deprimidos. Androceo tetradínamo. Estigma pequeño, capitado. Frutos en silicua, con los dos artejos –valvar y estilar– fértiles, bien diferenciados, con nervios longitudinales visibles; el valvar dehiscente; el superior (rostro) indehiscente, normalmente monospermo u oligospermo, abruptamente contraído en el estilo. Semillas elipsoidales o globosas; cotiledones incumbentes, lineares, no conduplicados.

## Taxonomía
El género fue descrito por Joseph Gaertner y publicado en De Fructibus et Seminibus Plantarum. . . . 2: 298, t. 143, f. 9. 1791. La especie tipo es: Erucaria aleppica Gaertn. 
Etimología
Erucaria: epíteto compuesto de Eruca y el sufijo latino aria que indica "relación", donde se refiere a su relación con el género Eruca.

## Especies aceptadas
A continuación se brinda un listado de las especies del género Erucaria aceptadas hasta septiembre de 2013, ordenadas alfabéticamente. Para cada una se indica el nombre binomial seguido del autor, abreviado según las convenciones y usos.
- Erucaria bornmuelleri O.E.Schulz
- Erucaria cakiloidea (DC.) O.E.Schulz
- Erucaria crassifolia (Forssk.) Delile
- Erucaria erucarioides (Coss. & Durieu) Müll.Berol
- Erucaria hispanica (L.) Druce
- Erucaria microcarpa Boiss.
- Erucaria oliveri Spreng.
- Erucaria ollivieri Maire
- Erucaria pinnata (Viv.) Täckh. & Boulos
- Erucaria rostrata (Boiss.) A.W.Hill ex Greuter & Burdet